# Заславская, Суламифь Александровна
Суламифь Александровна Засла́вская (1918 — 2010) — советский и российский  художник-прикладник, график и педагог, специалист в области декоративно-прикладного искусства. Лауреат Государственной премии РСФСР имени И. Е. Репина (1972). Заслуженный художник РСФСР (1977). 

## Биография
Родилась 7 марта 1918 года в городе Черкассы.
С 1934 по 1941 год обучалась в Московском государственном текстильном институте имени А. Н. Косыгина на кафедре живописи у профессора А. В. Куприна. С 1941 по 1944 год в период Великой Отечественной войны занималась педагогической работой в общеобразовательной школе Тамбовской области.
С 1944 по 1971 год работала художником-мастером художественного текстиля на  Московском текстильном комбинате «Красная Роза» имени Розы Люксембург. С 1971 года работала художником в Комбинате декоративно-оформительского искусства  Художественного фонда РСФСР. Член СХ СССР. 
Основные художественные работы Суламифь Заславской созданы в жанре декоративно-прикладного искусства в области художественного текстиля: рисунки для набивных тканей «Ветер» и «Ярмарка» (1957), драпировка «Лошадки» (1962), платки-сувениры «Мир» (1964), декоративное панно «Женщины Азии и Африки» (1968), набивные ткани «Цветок сливы» (1969), ковры «Марш» и «Романтика» (1970), гобелены «Вдохновение» (1975), «Большому театру — 200 лет» (1976) и «Бабочка-цветок» (1977) и «1812 год» (1985). Художественные произведения Суламифь Заславской находятся в фондах Государственного Русского музея, Государственного исторического музея,
Всероссийского музея декоративно-прикладного и народного искусства, а так же в собраниях музея Брюсселя. 
Скончалась 16 июня 2010 года в Москве.

## Награды
- Серебряная медаль АХ СССР (1984)[2]

### Звания
- заслуженный художник РСФСР (1977 — «За заслуги в области живописи»)[4]

### Премии
- Государственная премия РСФСР имени И. Е. Репина (1972 — «За создание высокохудожественных образцов тканей для массового производства»)[5][5].